# Айлантовый шелкопряд
Айла́нтовый шелкопря́д (лат. Samia cynthia) — вид павлиноглазок из подсемейства Arsenurinae. Гусеницы используются человеком для получения шёлка, но не является одомашненным видом, как тутовый шелкопряд (Bombyx mori).

## Название
В литературе конца XIX — начала XX века данный вид называли айлантовый шелкопряд, хотя к семейству шелкопрядовых данный вид отношения не имеет, несмотря на то, что даёт грубый шёлк.

## Распространение
Распространён в Китае, Индии, Малайзии, Индокитае, на острове Ява, Японских островах, на Филиппинских островах и, как интродуцированный вид в Европе.
В Европу был изначально завезён для производства шелка, которое оказалось слишком дорогим, но несколько бабочек улетели из неволи и образовали популяции в отдельных европейских городах, таких как Вена, Париж, Страсбург, где айлант выращивался как декоративное растение.

## Описание
Размах крыльев от 90 до 140 мм. Крылья имеют оливково-коричневый окрас, со светлыми полулунными пятнами в центре и широкой четырехцветной полосой (чёрной, белой, розовой и розовато-белой). Верхняя сторона брюшка желтовато-серая.

## Развитие
Самка откладывает яйца кучками (по 10—20 штук) на листья кормовых растений. Инкубация длится 7—10 дней. Гусеницы в начальной стадии живут стайками, имеют жёлтый цвет. Гусеница длиной 7—8 см. Затем гусеницы становятся одиночками и приобретают зеленоватый цвет. Перед окукливанием плетёт серо-золотистый кокон, который при разматывании даёт 600 м нити, годной для изготовления ткани. Зимует куколка.

## Экология
Кормовые растения гусениц: айлант (Ailanthus) (чаще ясень китайский (Ailanthus glandulosa) и айлант высочайший (Ailanthus altissima)), бузина (Sambucus), Орех (Juglans), слива (Prunus), бирючина (Ligustrum), форсайтия (Forsythia), клещевина (Ricinus), лабурнум (Laburnum), рябина (Sorbus), сирень (Syringa), магнолия (Magnolia) и лавр (Laurus).

## Значение в жизни человека
Бабочка разводится в полуодомашненном состоянии в Юго-Восточной Азии для получения шёлка, однако широкого промышленного значения не имеет. Попытка её разведения в Европе в XIX веке не увенчалась успехом.

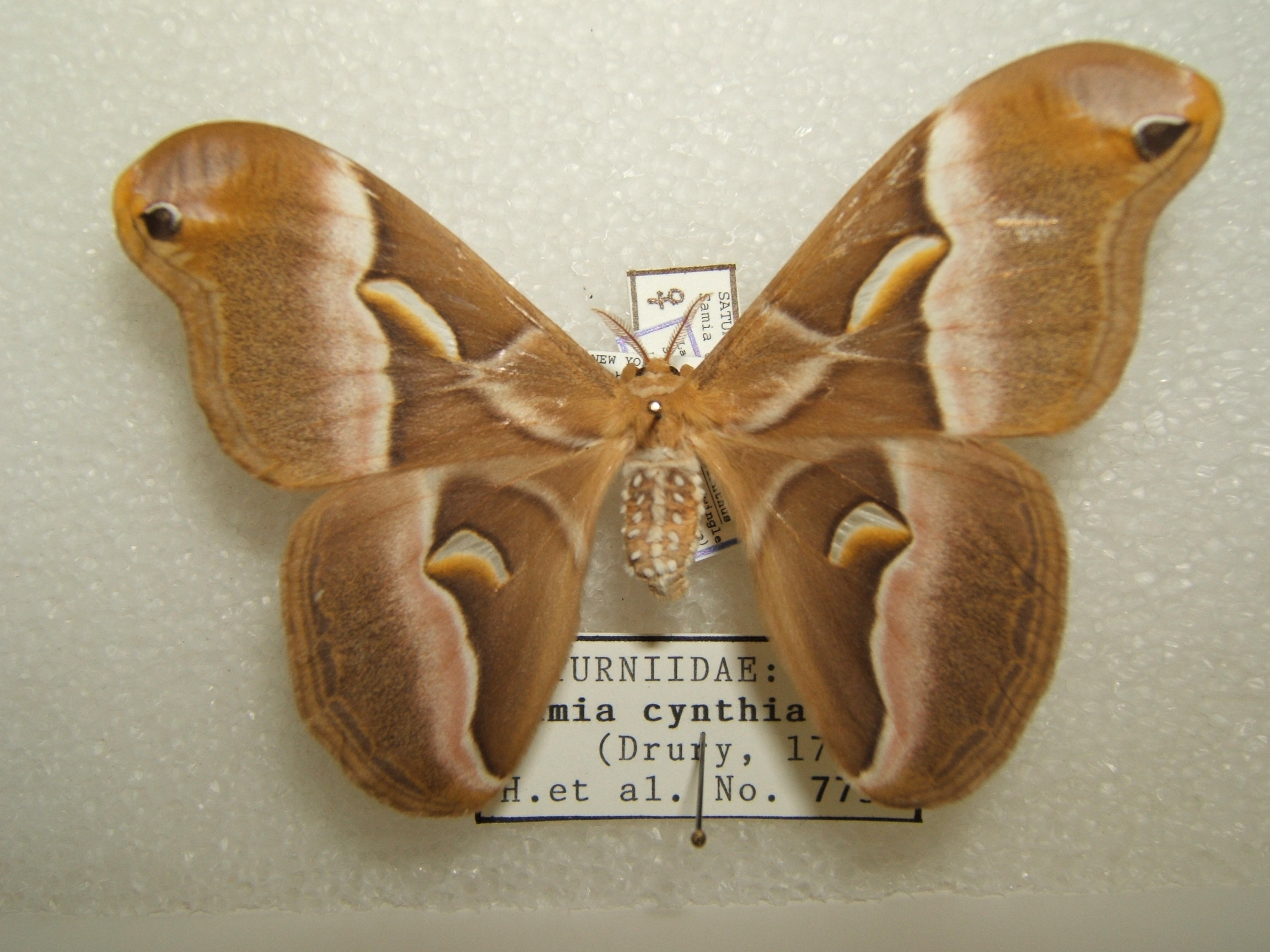
Самка
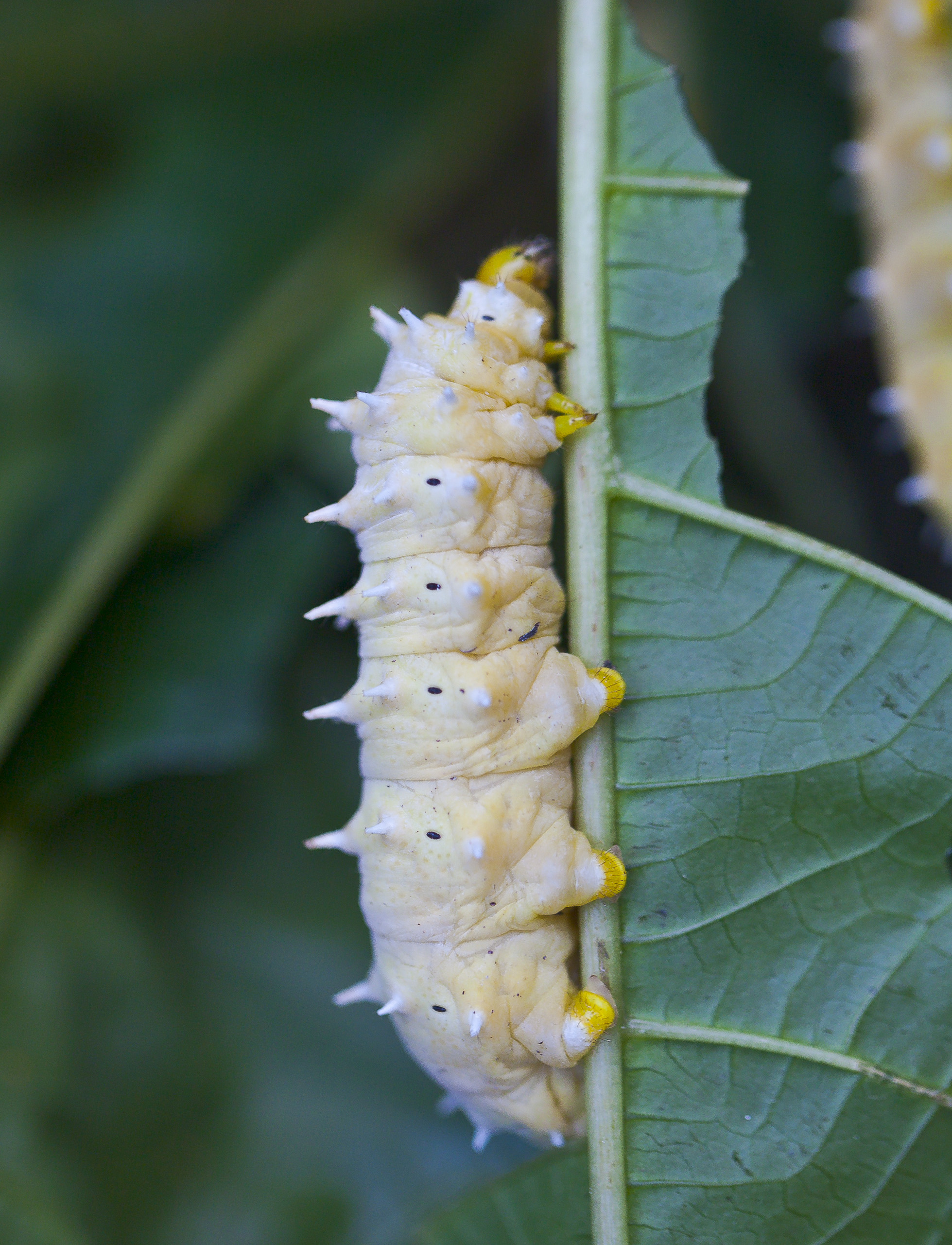
Гусеница